# Кашина Валате Понте (Кремона)
Кашина Валате Понте је насеље у Италији у округу Кремона, региону Ломбардија.
Према процени из 2011. у насељу је живело 30 становника. Насеље се налази на надморској висини од 46 м.